# Peronismo Republicano
Peronismo Republicano (em castelhano:  Peronismo Republicano) é um movimento político na Argentina fundado em 2021 e liderada por Miguel Ángel Pichetto, que integra a coalizão Juntos pela Mudança.
Pichetto pretende transformar o movimento num partido, denominado Alternativa Republicana Federal.